# Athyroglossa scabra
Athyroglossa scabra är en tvåvingeart som beskrevs av Cresson 1925. Athyroglossa scabra ingår i släktet Athyroglossa och familjen vattenflugor. Inga underarter finns listade i Catalogue of Life.